# Jak skała
Jak skała – pierwszy promo singel z płyty Kayah – Skała. Jego premiera radiowa odbyła się 9 września 2009 r. w Radio Zet po godzinie 18:00.
Piosenkę „Jak skała” można było jednak przedpremierowo usłyszeć w audycjach Marka Niedźwieckiego w Radio Złote Przeboje. Do piosenki powstał teledysk.

## Notowania
| Notowanie                            | Pozycja |
| ------------------------------------ | ------- |
| LP3                                  | 21      |
| LPMN                                 | 1       |
| Lista Przebojów Radia RDN Małopolska | 12      |
| Lista Przebojów Radia PiK            | 10      |